# Бердичів (футбольний клуб)
Міський футбольний клуб «Бердичів» — аматорський футбольний клуб із міста Бердичева Житомирської області.

## Історія
Клуб створено Виконавчим комітетом Бердичівської міської ради наприкінці 1995 року. Свої виступи клуб почав у Чемпіонаті та Кубку області із сезону 1996 року під назвою ФК «Берд». Під таким найменуванням команда відіграла Чемпіонат і Кубок області 1996 року та Кубок області 1997. З Чемпіонату області 1997 року (Чемпіонати у Житомирській області проводяться, як правило, після завершення Кубку області) і донині клуб виступає під назвою ФК «Бердичів». На початку 2007 року у зв'язку із фінансовими проблемами керівники комунального клубу хотіли перейменувати ФК «Бердичів» на «Лідер». Однак, вчасні заперечення і протести фанів Південно-Західної Трибуни сприяли збереженню назви клубу, що є честю і гордістю бердичівлян.
Постійний учасник Вищої Ліги Чемпіонату Житомирської області. У сезоні 1996-1997 років також виступав у Чемпіонаті України з футболу серед аматорів, у 2000 у Кубку України з футболу серед аматорів. Гравці ФК «Бердичів» постійно входять до переліку найкращих в області та здобувають звання найкращих стрільців Вищої Ліги Чемпіонату області.
У різні роки до переліку 22 найкращих футболістів Житомирської області (2012 — у перелік 11, 2015 — кращі в кожній лінії) загалом входили 20 гравців ФК «Бердичів»:
- 1996 — воротар Юрій Метроненко, захисник Олег Баламут, півзахисники Ігор Дробиш, Сергій Янковий, нападник Сергій Назімов,
- 1997 — воротар Олег Приймак, правий захисник Сергій Перегуда, півзахисники Костянтин Пономарець, Сергій Свірський,
- 1998 — не увійшов ніхто,
- 1999 — воротар Василь Орел, захисники Юрій Денисенко, Костянтин Нестерчук, півзахисник Андрій Качанюк, нападник Костянтин Пономарець,
- 2000 — не увійшов ніхто,
- 2001 — захисник Юрій Денисенко,
- 2002 — захисник Юрій Денисенко,
- 2003 — захисник Сергій Перегуда, нападник Володимир Креденцер,
- 2004 — півзахисник Владислав Бистрицький,
- 2005 — півзахисники Ігор Зеленцов, Ігор Шумило,
- 2006 — захисник Олександр Іващенко, півзахисники Олександр Грошев, Ігор Зеленцов, нападник Ігор Шумило,
- 2007 — перелік не складався, визначили тільки одного найкращого гравця,
- 2008 — перелік не складався,
- 2009 — перелік не складався,
- 2010 — перелік не складався,
- 2011 — перелік не складався,
- 2012 — захисник Роман Щенявський, нападник Володимир Креденцер,
- 2013 — перелік не складався,
- 2014 — перелік не складався,
- 2015 — найкращий тренер Ігор Зеленцов, найкращий футболіст Епі Манкам Мішель Алан (Майкл Алан),
- 2016 — перелік не складався.
- Найкращими стрільцями Вищої Ліги Чемпіонату Житомирської області зі складу ФК «Бердичів» ставали:
- 1996 — Сергій Назімов, 10 голів,
- 1999 — Костянтин Пономарець, 13 голів,
- 2006 — Ігор Шумило, 16 голів,
- 2007 — Ігор Шумило, 8 голів,
- 2012 — Володимир Креденцер, 12 голів.

З 2012 року юридично клуб існує, як громадська організація, а не комунальна установа, з метою залучення приватного капіталу для підтримання команди і її розвитку. Однак, 
фінансування з міського бюджету залишається основною статтею бюджету клубу, а тому Футбольний клуб «Бердичів» й надалі повноправно є клубом усіх бердичівлян.
З початком сезону 2006 року ФК «Бердичів» активно підтримують на трибунах і поза ними організовані фанати Південно-Західної Трибуни. Ними за допомогою інтернет-голосування щорічно визначається "Найкращий гравець ФК «Бердичів» за версією вболівальників".
Переможцями голосувань ставали:
- 2006 — нападник Ігор Шумило, № 5,
- 2007 — півзахисник Юрій Жула, № 17,
- 2008 — нападник Ігор Шумило, № 5,
- 2009 — нападник Дмитро Вакула, № 15,
- 2010 — воротар Тарас Панасюк, № 1,
- 2011 — нападник Володимир Креденцер, № 9,
- 2012 — півзахисник Майкл Алан, № 4,
- 2013 — захисник Ігор Середюк,
- 2014 — захисник Денис Павловський,
- 2015 — півзахисник Майкл Алан,
- 2016 — півзахисник Олександр Гончарук,
- 2017 — воротар Дмитро Ульченко,
- 2018 — півзахисник Олег Подільник,
- 2019 — нападник Дмитро Вакула.

## Досягнення
- Чемпіон області — 2006
- Срібний призер чемпіонату області — 1996, 1997, 1999, 2011, 2015
- Бронзовий призер чемпіонату області — 2005, 2012, 2016, 2021
- Володар Кубка області — 2000
- Фіналіст Кубка області — 1997